# Ageneiosus pardalis
Ageneiosus pardalis es una especie de pez de la familia Auchenipteridae en el orden de los Siluriformes.

## Morfología
• Los machos pueden llegar alcanzar los 44 cm de longitudtotal.

## Distribución geográfica
Se encuentran en Sudamérica: lago Maracaibo y ríos  Magdalena,  Cauca  Tuira y rio Atrato.